# Le Testament (Maupassant)
Pour les articles homonymes, voir Le Testament (homonymie).
Le Testament est une nouvelle de Guy de Maupassant, parue le 7 novembre 1882.

## Édition du texte
Le Testament paraît dans la revue Gil Blas du 7 novembre 1882, sous le pseudonyme de Maufrigneuse.
La nouvelle est incluse dans le recueil les Contes de la bécasse publié en 1883.
La nouvelle est dédiée à Paul Hervieu.

## Personnages
- René de Bourneval
- Deux frères de René
- Madame de Courcils (mère de René)
- Monsieur de Courcils
- Monsieur de Bourneval (père de René)
- Le notaire
- Le narrateur

## Résumé
Le narrateur, intrigué par le fait que son ami René ne porte pas le même nom que ses frères, obtient de lui une confidence sur ses origines.
Sa mère, Mme de Courcils, était mariée à un rustre qui ne l’avait épousée que pour son argent et ne lui prêtait aucune considération. Elle eut de lui deux garçons qui n'eurent pas de meilleurs sentiments pour elle.
Mme de Courcils tomba amoureuse de M. de Bourneval et de leur liaison naquit René, qui lui rendait l'affection qu'elle lui portait.
Dans son testament, ouvert à son décès, madame de Courcils dénonce l'absence de considération de son mari et de ses deux fils aînés et révèle la paternité de René ; estimant ne rien devoir à ceux qui ne l'ont jamais aimée, elle lègue son patrimoine à M. de Bourneval, son amant. René part alors vivre avec son père et en adopte le nom et décida de céder la moitié de l'héritage de sa mère à ses demi-frères.

## Éditions
- Le Testament, dans Maupassant, Contes et Nouvelles, tome I, texte établi et annoté par Louis Forestier, éditions Gallimard, Bibliothèque de la Pléiade, 1974  (ISBN 978 2 07 010805 3).